# La ragazza del bersagliere
La ragazza del bersagliere è un film del 1967, diretto da Alessandro Blasetti.

## Trama
Salvatore è un giovane bersagliere di origine napoletana. Mandato in Emilia-Romagna per prestare servizio, conosce una ragazza e se ne innamora perdutamente. I due progettano di sposarsi. L'uomo, però, muore per indigestione. Sconsolata, la donna cerca attenzioni da tanti spasimanti. Ma lo spirito dell'amato si palesa e cerca, in tutti i modi, di comunicare con la fidanzata.

## Produzione
Si tratta del penultimo film diretto da Blasetti. É tratto dal libro omonimo, scritto da Edoardo Anton.
La maggior parte delle scene sono state girate nel paesino di Brescello.

## Distribuzione
Venne distribuito nelle sale italiane il 14 aprile del 1967. Per i temi trattati, fu vietato ai minori di 14 anni.

## Accoglienza
Paolo Mereghetti considera l'opera di Blasetti una «commedia surreale (...) realizzata con la consueta professionalità».
Morando Morandini, nel suo dizionario omonimo, reputa il lungometraggio «garbato e scorrevole che induce al sorriso, ma che non sale mai».
La rivista FilmTV recensisce la pellicola come una commedia «curiosa e impalpabile (...) sospesa tra realismo e surrealismo».

## Riconoscimenti
- 1968 - Globo d'oro
  - Migliore Attrice Rivelazione (Graziella Granata)